# Yekaterina Budanova
Yekaterina Vasylievna Budanova (Екатерина Васильевна Буданова), também conhecida como Katya Budanova (Катя Буданова), (Konoplanka, 6 de dezembro de 1916 – Novokrasnovka, 19 de julho de 1943) foi uma piloto militar da Força Aérea Soviética que se destacou durante a Segunda Guerra Mundial. 
Com onze vitórias aéreas, junto com Lydia Litvyak, ela é uma das duas ases da aviação mulheres. Foi derrubada pelo piloto alemão Georg Schwientek do JG 52 ou por Emil Bitsch, do JG 3.

## Biografia
Yekaterina nasceu em 1916, em uma família de camponeses na pequena vila de Konoplanka, no Oblast de Smolensk. Depois de terminar os estudos primários com notas altas, ela abandonou o ensino médio após a morte do pai, e começou a trabalhar como babá. Aos 13 anos, sua mãe a mandou junto da irmã para estudar em Moscou, onde começou a trabalhar como carpinteira em uma fábrica de aviões.
Foi na fábrica que seu interesse por aviação começou e ela então se filiou ao clube de aviação local, na divisão de paraquedistas, onde obteve licença de voo em 1934, formando-se como instrutora de voo em 1937.

## Segunda Guerra Mundial
Depois do ataque alemão à União Soviética em junho de 1941, Yekaterina se alistou na aviação militar e foi designada para o 586º regimento de caças de combate comandado por Marina Raskova. Essa unidade era composta inteiramente por mulheres e era equipada com aviões Yak-1. Inicialmente, todas as pilotos eram designadas para três das divisões femininas: o 586º regimento, 125º Regimento de Bombardeiros em Mergulho e o 588º Regimento de Bombardeiros Noturnos, este último também conhecido como "Bruxas da Noite". As designações 500, em geral, significavam unidades reserva de defesa e eram compostas por mulheres que foram instrutoras de voo ou membros de clubes de aviação antes da guerra.